# Glaucias de Egina
Glaucias fue un escultor de Egina, que hizo el carro de bronce y la estatua de Gelón. Gelón era el hijo de Dinómenes el Viejo y un gobernante y tirano de Siracusa y Gela. Las esculturas conmemoraban su victoria en la carrera de carros en Olimpia, en el año 488 a. C.
Además de las citadas anteriormente, Glaucias también realizó las siguientes estatuas de bronce de los atletas en Olimpia: Filón de Corcira, Glauco de Caristo y Teágenes de Tasos, que ganó a Eutimo en el boxeo de los juegos del año (480 a. C.)